# Lacalm
Lacalm är en kommun i departementet Aveyron i regionen Occitanien i södra Frankrike. Kommunen ligger  i kantonen Sainte-Geneviève-sur-Argence som ligger i arrondissementet Rodez. År 2018 hade Lacalm 166 invånare.

## Befolkningsutveckling
Antalet invånare i kommunen Lacalm
Referens: INSEE